# Мінні мисливці класу Alkmaar
Мінні мисливці класу Alkmaar (також називають классом Tripartite/Тристоронній клас)— це клас мінних мисливців, розроблений на основі угоди між ВМС Бельгії, Франції та Нідерландів. Всього для трьох флотів було побудовано 35 кораблів. Клас був побудований у 1980-1990-х роках у всіх трьох країнах, використовуючи поєднання шахтних, електричних і силових систем трьох країн-учасниць. У Франції, де вони відомі як клас Ерідан, вони в основному використовуються як мінні мисливці, але використовувалися для тралення мін і транспортування боєприпасів у Бельгії та Нідерландах, де відомі як клас Алкмаар.
У 1992 році ВМС Пакистану придбали три судна у Франції, одне вже побудоване, одне, яке буде побудоване у Франції, і одне, побудоване у Франції та Пакистані. Усі три, відомі як клас Munsif, все ще перебувають на озброєнні. Військово-морські сили Індонезії придбали в 1990-х роках у голландців два міношукача модифікованої конструкції. Два кораблі, відомі як клас Pulau Rengat, все ще знаходяться в експлуатації. У 1997 році Франція придбала три бельгійських судна. У 2007 році ВМС Латвії придбали п'ять кораблів у Нідерландах, які були виведені з експлуатації на початку десятиліття. ВМС Болгарії придбали колишній бельгійський мінний мисливець у 2007 році. Нідерланди та Бельгія провели конкурс у 2018 році на будівництво нового класу для своїх кораблів класу Tripartite/Alkmaar.

## Дизайн і розробка
Спільне підприємство військово-морських сил Франції, Бельгії та Нідерландів, погождилися побудувати тристоронній клас мінних мисливців, який був продовжувачем дизайну французького Circé класу. Усі три країни будували власні корпуси, тоді як кожна країна відповідала за різні аспекти суден; Франція надала мінну систему та електронні системи, Нідерланди надали основні силові установки, а Бельгія поставила головну рушійну систему, а також системи генерування електроенергії. Кожна країна мала намір замовити 15 суден, причому початкове замовлення Бельгії було 10 з можливістю ще 5. Однак Франція скоротила своє початкове замовлення до десяти через бюджетні причини. 

## Кораблі

### Франція

Sagittaire (ліворуч) з (задній) і HMS Шорхем (спереду) в Перській затоці

У Франції клас відомий як клас Ерідан. Кожен корпус був створений зі скловолокна, відлитого в сталеву оболонку. Корпуси становили 51,6 м загальної довжини з шириною 8,9 м і осадкою 3,8 м. Кораблі мали стандартну водотоннажність 571 т і 605 т при повному навантаженні.   Початкове замовлення мінних мисливців становило 55 шт , пізніше їх кількість було зменшено до 49 
| Конструкційні дані класу Ерідан | Конструкційні дані класу Ерідан | Конструкційні дані класу Ерідан              | Конструкційні дані класу Ерідан | Конструкційні дані класу Ерідан | Конструкційні дані класу Ерідан | Конструкційні дані класу Ерідан                                      |
| Вимпел №                        | Ім'я                            | Будівельник                                  | Laid down                       | Запущено                        | Зданий в експлуатацію           | Статус                                                               |
| ------------------------------- | ------------------------------- | -------------------------------------------- | ------------------------------- | ------------------------------- | ------------------------------- | -------------------------------------------------------------------- |
| М 641                           | Éridan                          | Арсенал де Лор'ян, Лор'ян, Франція           | 20 грудня 1977 року             | 2 лютого 1979 року              | 16 квітня 1984 року             | Виведений з експлуатації в 2018 році                                 |
| М 642                           | Cassiopée                       | Арсенал де Лор'ян, Лор'ян, Франція           | 26 березня 1979 року            | 26 вересня 1981 року            | 5 травня 1984 року              | Знятий з експлуатації 1 липня 2022                                   |
| М 643                           | Andromède                       | Арсенал де Лор'ян, Лор'ян, Франція           | 6 березня 1980 року             | 22 травня 1982 року             | 18 жовтня 1984 року             |                                                                      |
| М 644                           | Pégase                          | Арсенал де Лор'ян, Лор'ян, Франція           | 22 грудня 1980 року             | 23 квітня 1983 року             | 30 травня 1985 року             |                                                                      |
| М 645                           | Orion                           | Арсенал де Лор'ян, Лор'ян, Франція           | 17 серпня 1981 року             | 6 лютого 1985 року              | 14 січня 1986 року              |                                                                      |
| М 646                           | Croix du Sud                    | Арсенал де Лор'ян, Лор'ян, Франція           | 22 квітня 1982 року             | 6 лютого 1985 року              | 14 листопада 1986 року          |                                                                      |
| М 647                           | Aigle                           | Арсенал де Лор'ян, Лор'ян, Франція           | 2 грудня 1982 року              | 8 березня 1986 року             | 1 липня 1987 року               |                                                                      |
| М 648                           | Lyre                            | Арсенал де Лор'ян, Лор'ян, Франція           | 13 жовтня 1983 р                | 14 листопада 1986 року          | 16 грудня 1987 року             |                                                                      |
| М 649                           | Persée                          | Арсенал де Лор'ян, Лор'ян, Франція           | 30 жовтня 1984 року             | 19 квітня 1988 року             | 4 листопада 1988 року           | Виведений з експлуатації в серпні 2009 року                          |
| М 650                           | Sagittaire (1988)               | Арсенал де Лор'ян, Лор'ян, Франція           | 13 листопада 1985 року          | 9 листопада 1988 року           | 28 липня 1989 року              | Проданий Пакистану в 1992 році, перейменований на Munsif.            |
| М 650                           | Sagittaire (1995)               | Арсенал де Лор'ян, Лор'ян, Франція           | 1 лютого 1993 року              | 14 січня 1995 року              | 2 квітня 1996 року              | Заміна для Sagittaire (1988).                                        |
| М 651                           | Verseau                         | Верф Бельярд, Остенде і Рупельмонде, Бельгія | 20 травня 1986 року             | 21 червня 1987 року             |                                 | Колишній бельгійський Iris, знятий з експлуатації в лютому 2010 року |
| М 652                           | Céphée                          | Верф Бельярд, Остенде і Рупельмонде, Бельгія | 28 жовтня 1985 року             | 23 жовтня 1987 р                |                                 | Колишня бельгійська Fuksia                                           |
| М 653                           | Capricorne                      | Верф Бельярд, Остенде і Рупельмонде, Бельгія | 17 квітня 1985 року             | 26 лютого 1987 року             |                                 | Колишній бельгійський Dianthus                                       |

### Нідерланди

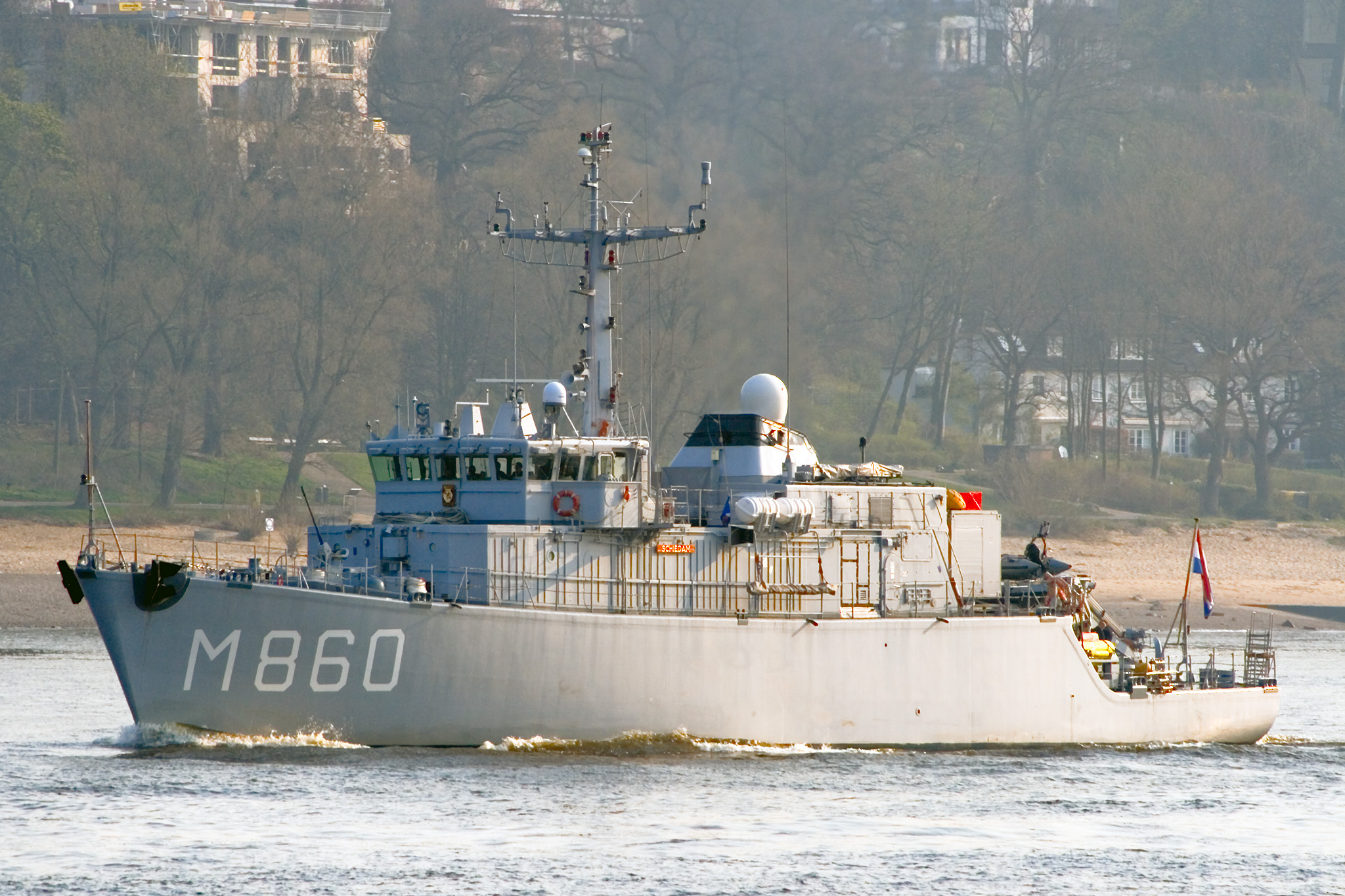
HNLMS Schiedam

У Королівському військово-морському флоті Нідерландів відомі як клас Alkmaar. Alkmaar спочатку мав подібну конструкцію до бельгійської та французької версій, зі стандартною водотоннажністю 520 т і 553 т при повному завантаженні.  Пізніше водотоннажність зросла до 571 т стандартної та 605 т при повному навантаженні , а потім 630 т стандартної та 660 т при повному завантаженні.  20 мм гармата, яку було встановлено спочатку, було знято, залишивши лише три 12,7 мм кулеметів. Починаючи з 2003 року, ті які залишилися голландські мінні мисливці класу Alkmaar були модернізовані покращеною електронікою, включаючи систему бойових даних Atlas Elektronik INCMS, встановлений на корпусі гідролокатор Thales 2022 Mk III, систему ідентифікації та знешкодження мін Atlas Seafox і Double Eagle Mk III Mod 1 ROV.  
Minehunters були побудовані на заводі Van der Giessen-de-Noord в Амстердамі, спеціально побудованому місці, завершеному в 1978 році. Middelburg і Hellevoetsluis були обрані Єгиптом, але через фінансові проблеми вони були завершені для Королівського флоту Нідерландів.  Для Індонезії було побудовано два кораблі модифікованої конструкції, що призвело до затримки будівництва Влардінгена та Віллемстада. 
У 2000 році три кораблі (Alkmaar, Delfzijl і Dordrecht) були виведені з експлуатації, а потім ще два (Harlingen і Scheveningen) у 2003 році. Усі п'ять були продані до Латвії з початком передачі в 2007 році  Ще чотири кораблі (Haarlem, Maassluis, Middelburg і Hellevoetsluis) були виведені з експлуатації в 2011 році після низки серйозних скорочень бюджету військово-морського флоту.  Два з них (Maassluis і Hellevoetsluis) були продані Болгарії в 2019 році У 2021 році було зазначено, що ще два кораблі будуть продані Пакистану. Наприкінці 2022 року Haarlem і Middelburg були перевезені великовантажним судном до Пакистану
| Вимпел № | Ім'я           | Будівельник                                       | Laid down              | Запущено             | Зданий в експлуатацію  | Статус                                                   |
| -------- | -------------- | ------------------------------------------------- | ---------------------- | -------------------- | ---------------------- | -------------------------------------------------------- |
| М 850    | Alkmaar        | Ван дер Гіссен-де-Норд, Альблассердам, Нідерланди | 30 січня 1979 року     | 18 травня 1982 року  | 28 травня 1983 року    | Знятий з експлуатації в 2000 році, проданий в Латвію     |
| М 851    | Delfzijl       | Ван дер Гіссен-де-Норд, Альблассердам, Нідерланди | 29 травня 1980 року    | 29 жовтня 1982 року  | 17 серпня 1983 року    | Знятий з експлуатації в 2000 році, проданий в Латвію     |
| М 852    | Dordrecht      | Ван дер Гіссен-де-Норд, Альблассердам, Нідерланди | 5 січня 1981 року      | 26 лютого 1983 року  | 16 листопада 1983 року | Знятий з експлуатації в 2000 році, проданий в Латвію     |
| М 853    | Haarlem        | Ван дер Гіссен-де-Норд, Альблассердам, Нідерланди | 16 червня 1981 року    | 6 травня 1983 року   | 12 червня 1984 року    | Знятий з експлуатації в 2011 році, проданий до Пакистану |
| М 854    | Harlingen      | Ван дер Гіссен-де-Норд, Альблассердам, Нідерланди | 30 листопада 1981 року | 9 липня 1983 року    | 12 квітня 1984 року    | Знятий з експлуатації 2003, проданий в Латвію            |
| М 855    | Scheveningen   | Ван дер Гіссен-де-Норд, Альблассердам, Нідерланди | 24 травня 1982 року    | 2 грудня 1983 року   | 18 липня 1984 року     | Знятий з експлуатації 2003, проданий в Латвію            |
| М 856    | Maassluis      | Ван дер Гіссен-де-Норд, Альблассердам, Нідерланди | 7 листопада 1982 року  | 5 травня 1984 року   | 12 грудня 1984 року    | Знятий з експлуатації в 2011 році, проданий в Болгарію   |
| М 857    | Makkum         | Ван дер Гіссен-де-Норд, Альблассердам, Нідерланди | 25 лютого 1983 року    | 27 вересня 1984 року | 13 травня 1985         |                                                          |
| М 858    | Middelburg     | Ван дер Гіссен-де-Норд, Альблассердам, Нідерланди | 11 липня 1983 року     | 23 лютого 1985 року  | 10 грудня 1986 року    | Знятий з експлуатації в 2011 році, проданий до Пакистану |
| М 859    | Hellevoetsluis | Ван дер Гіссен-де-Норд, Альблассердам, Нідерланди | 12 грудня 1983 року    | 18 липня 1985 року   | 20 лютого 1987 року    | Знятий з експлуатації в 2011 році, проданий в Болгарію   |
| М 860    | Schiedam       | Ван дер Гіссен-де-Норд, Альблассердам, Нідерланди | 6 травня 1984 року     | 20 грудня 1985 року  | 9 липня 1986 року      |                                                          |
| М 861    | Urk            | Ван дер Гіссен-де-Норд, Альблассердам, Нідерланди | 1 жовтня 1984 року     | 2 травня 1986 року   | 10 грудня 1986 року    |                                                          |
| М 862    | Zierikzee      | Ван дер Гіссен-де-Норд, Альблассердам, Нідерланди | 25 лютого 1985 року    | 4 жовтня 1986 року   | 7 травня 1987 року     |                                                          |
| М 863    | Vlaardingen    | Ван дер Гіссен-де-Норд, Альблассердам, Нідерланди | 6 травня 1986 року     | 4 серпня 1988 року   | 15 березня 1989 року   |                                                          |
| М 864    | Willemstad     | Ван дер Гіссен-де-Норд, Альблассердам, Нідерланди | 3 жовтня 1986 р        | 27 січня 1989 року   | 20 вересня 1989 року   |                                                          |

## Експорт

### Болгарія
Військово-морські сили Болгарії придбали один міношукач типу Tripartite у Бельгії у 2007 році та два у Нідерландів у 2019 році. Екс-Міосотіс був переведений у 2009 році та перейменований в Tsibar.  Екс-Maasluis та Екс-Hellevoetsluis були передані у 2020 році та перейменовані на Mesta та Struma відповідно.
| Вимпел № | Ім'я                              | Будівельник                                      | Laid down             | Запущено           | Зданий в експлуатацію | Статус            |
| -------- | --------------------------------- | ------------------------------------------------ | --------------------- | ------------------ | --------------------- | ----------------- |
| 32       | Tsibar (колишній Міосотіс)        | Верф Бельярд, Остенде, Бельгія                   | 6 липня 1987 року     | 4 серпня 1988 року | 2010 рік              | На обслуговуванні |
| 31       | Mesta (колишній Maasluis)         | Ван дер Гізен-де-Норд, Альблассердам, Нідерланди | 7 листопада 1982 року | 5 травня 1984 року |                       | На обслуговуванні |
| 33       | Struma (колишній Hellevoetsluis ) | Ван дер Гізен-де-Норд, Альблассердам, Нідерланди | 12 грудня 1983 року   | 18 липня 1985 року |                       | На обслуговуванні |

### Індонезія

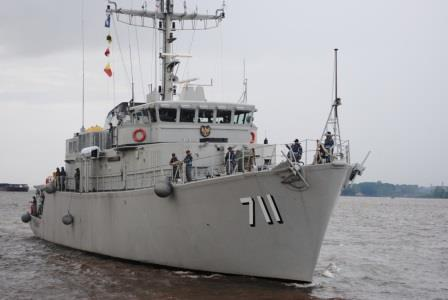
КРІ Пулау Ренгат

29 березня 1985 року ВМС Індонезії замовили в Нідерландах два мінні мисливці на базі класу Alkmaar  Відомі як клас Pulau Rengat, судна мають стандартну водотоннажність 520 тонн (510 англійських тонн) і 594 тонни (585 англійських тонн) при повному навантаженні. Вони мають іншу схему, ніж європейські мінні мисливці, оскільки їхній профіль більший, а судна призначені для роботи як мінні мисливці, тральщики та патрульні кораблі. Для звичайних місій судна оснащені двома дизельними двигунами MTU 12V 396 TCD91, що обертають один вал з гвинтом LIPS із регульованим кроком потужністю 1 400 кіловатів (1 900 к. с.) для максимальної швидкості 15,5 вузла (28,7 км/год; 17,8 миля/год). Також мінники мають два 56-кіловатів (75 к. с.) носові підрулюючі пристрої та два висувних Schottel 89-кіловатів (120 к. с.) кермові гвинти, що працюють від трьох газотурбінних генераторів Turbomecca. Використовуючи допоміжну рушійну установку, клас Pulau Rengat має максимальну швидкість 7 вузлів (13 км/год; 8,1 миля/год). Вони мають радіус дії 3 500 морських миль (6 500 км; 4 000 миля) зі швидкістю 10 вузлів (19 км/год; 12 миля/год).  
| Вимпел № | Ім'я                               | Будівельник                                  | Laid down           | Запущено            | Зданий в експлуатацію | Статус            |
| -------- | ---------------------------------- | -------------------------------------------- | ------------------- | ------------------- | --------------------- | ----------------- |
| 711      | Pulau Rengat (колишній Віллемстад) | Ван дер Гізен-де-Норд, Амстердам, Нідерланди | 22 липня 1985 року  | 23 липня 1987 року  | 26 березня 1988 року  | На обслуговуванні |
| 712      | Pulau Rupat (колишній Влардінген)  | Ван дер Гізен-де-Норд, Амстердам, Нідерланди | 15 грудня 1985 року | 27 серпня 1987 року | 26 березня 1988 року  | На обслуговуванні |

### Латвія

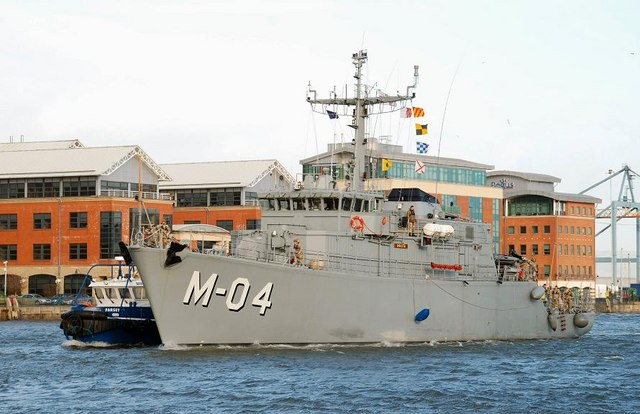
Imanta в Белфасті

У 2007 році Військово-морські сили Латвії придбали у Королівського флоту Нідерландів п'ять мінних мисливців типу Alkmaar (Alkmaar, Delfzijl, Dordrecht, Harlingen і Scheveningen). Ці п'ятеро використовують систему бойових даних Signaal Sewaaco IX і гідролокатор Thomson Sintra DUBM 21A. Harlingen був першим переданим і перейменованим на Imanta 6 березня 2007 року, а потім Scheveningen 5 вересня 2007 року, який був перейменований на Viesturs. Dordrecht був переданий у січні 2008 року та перейменований на Tālivaldis, Delfzijl у жовтні 2008 року та перейменований на Visvaldis. Alkmaar був останнім, хто перейшов у червні 2009 року та був перейменований на Rūsiņš.  У 2020 році Військово-морські сили Латвії підписали контракт з ECA Group на модернізацію трьох своїх міношукачів класу Alkmaar, замінивши звичайну систему виявлення мін на основі корпусного гідролокатора меншою безпілотною системою, що складається з підводних дронів AUV. A18-M для виявлення та підводних роботів Seascan MK2 і K-STER C для ідентифікації та знешкодження мін.
| Вимпел № | Ім'я                            | Будівельник                                     | Laid down              | Запущено            | Зданий в експлуатацію | Статус            |
| -------- | ------------------------------- | ----------------------------------------------- | ---------------------- | ------------------- | --------------------- | ----------------- |
| М-04     | Imanta (колишній Харлінген)     | Ван дер Гізен-де-Норд, Альблассердам Нідерланди | 30 листопада 1981 року | 9 липня 1983 року   | 2007 рік              | На обслуговуванні |
| М-05     | Viesturs (колишній Схевенінген) | Ван дер Гізен-де-Норд, Альблассердам Нідерланди | 24 травня 1982 року    | 2 грудня 1983 року  | 2007 рік              | На обслуговуванні |
| М-06     | Tālivaldis (колишній Дордрехт)  | Ван дер Гізен-де-Норд, Альблассердам Нідерланди | 5 січня 1981 року      | 26 лютого 1983 року | 2008 рік              | На обслуговуванні |
| М-07     | Visvaldis (колишній Delfzijl)   | Ван дер Гізен-де-Норд, Альблассердам Нідерланди | 29 травня 1980 року    | 29 жовтня 1982 року | 2008 рік              | На обслуговуванні |
| М-08     | Rūsiņš (колишній Алкмаар)       | Ван дер Гізен-де-Норд, Альблассердам Нідерланди | 30 січня 1979 року     | 18 травня 1982 року | 2011 рік              | На обслуговуванні |

### Україна
Під час візиту до портових міст Миколаєва та Одеси міністерство оборони Нідерландів Кайса Оллонгрен оголосила, що після завершення російського вторгнення в Україну українським ВМС буде передано два кораблі. Два кораблі допомагатимуть розмінувати судноплавні шляхи в Чорному морі. Які два кораблі відправлять в Україну, поки невідомо.